# Wolfgang Joithe-von Krosigk
Wolfgang Joithe-von Krosigk, geb. Joithe, (* 1. Mai 1950 in Berlin) ist ein deutscher Politiker (Die Linke) und ehemaliger Abgeordneter der Hamburgischen Bürgerschaft.

## Leben
Wolfgang Joithe-von Krosigk absolvierte nach seinem Schulbesuch in Berlin eine kaufmännische Ausbildung. Er arbeitete 10 Jahre im Ausland und war zuletzt vor seiner Erwerbslosigkeit 2003 Organisator und Systemberater für ein Software-Haus in Hamburg. Nach Hamburg siedelte er 1999 über. Joithe-von Krosigk hat zwei erwachsene Kinder.

## Politik
Er trat im Juni 2005 in die Partei „Die Linke“ ein und gründete die Arbeitsgemeinschaft „Arbeit und Armut in Hamburg“, um politisch gegen den Sozialabbau zu kämpfen. Eine seiner Hauptforderungen sind die Erhöhung der ALG-II-Bezüge sowie die Abschaffung der von ihm so genannten Ein-Euro-Jobs (Arbeitsgelegenheiten mit Mehraufwandsentschädigung).
Bei der Wahl 2008 in Hamburg wurde er für seine Partei in die Hamburgische Bürgerschaft gewählt. Er kandidierte zwar auch im Wahlkreis Barmbek – Uhlenhorst – Dulsberg, zog aber über die Landesliste in das Parlament ein. Dort war er für seine Fraktion Fachsprecher für Soziales und Vizepräsident der Hamburgischen Bürgerschaft. Zudem saß er als Mitglied im Eingabenausschuss, Haushaltsausschuss, Rechtsausschuss, Sozial- und Gleichstellungsausschuss sowie im Wirtschaftsausschuss. Bei der Bürgerschaftswahl 2011 konnte er kein neues Mandat erreichen.